# Tom Lipke
Tom Christopher Lipke (* 12. April 1986 in Hamburg) ist ein deutscher Basketballspieler.

## Laufbahn
Lipke, dessen Bruder Jan lange in der Basketball-Bundesliga spielte, ging aus der Nachwuchsabteilung der BG Rotenburg/Scheeßel hervor. 2002 wechselte der 1,93 Meter große Flügelspieler zur SG FT/MTV Braunschweig in die 2. Basketball-Bundesliga, zwischen 2003 und 2005 verstärkte Lipke die Regionalliga-Mannschaft des Oldenburger TB und zählte gleichzeitig zum erweiterten Aufgebot des Bundesligisten EWE Baskets Oldenburg, für den er während der Spielzeit 2003/04 einen Kurzeinsatz in der höchsten deutschen Spielklasse bestritt.
In der Saison 2005/06 stand Lipke erneut für Braunschweig in der 2. Bundesliga auf dem Feld, in der ersten Hälfte der Spielrunde 2006/07 stand er beim finnischen Erstligisten Porvoon Tarmo unter Vertrag, wechselte im Januar 2007 dann nach Deutschland zurück und schloss sich bis zum Saisonende dem Zweitligaverein Bremen Roosters an.
Lipke wechselte zur Saison 2007/08 zur BG Karlsruhe in die neugeschaffene 2. Bundesliga ProA, im Spieljahr 2008/09 gehörte er zur Mannschaft der TG Landshut in der 2. Bundesliga ProB. Zwischen 2009 und 2011 trug er die Farben des BV Chemnitz 99 in der 2. Bundesliga ProA, gefolgt von einem Jahr (2011/12) bei der BG Dorsten in der 2. Bundesliga ProB.
2012 wechselte Lipke zur BG Bitterfeld-Sandersdorf-Wolfen 06, für die er bis 2015 in der 2. Bundesliga ProB auflief. Im Vorfeld des Spieljahres 2015/16 schloss er sich dem VfL Stade (Regionalliga) an. Dort spielte er bis 2019, war zeitweilig Mannschaftskapitän, ehe mit seiner Familie nach Leipzig zog.

### Nationalmannschaft
Lipke hatte mehrere Einsätze in den deutschen Nationalmannschaften in den Altersklassen U16, U18 sowie U20. 2005 nahm er mit der Auswahl des Deutschen Basketball Bundes an der U20-Europameisterschaft in Russland teil.